# Пачиков, Степан Александрович
Степан Александрович Пачиков (род. 1 февраля 1950, Варташен, Азербайджан) — сооснователь компаний ParaGraph Intl., Parascript, Evernote, которые внесли большой вклад в развитие распознавания рукописного текста и технологии VRML.

## Биография
Степан Пачиков родился 1 февраля 1950 года в Варташене в семье Александра Степановича Пачикова и Екатерины Панковой. Со стороны отца имеет удинские, а со стороны матери — русские корни. Есть брат Георгий (род. 1953).
Получил образование, обучаясь в Новосибирском государственном университете, Тбилисском государственном университете, где изучал экономическую кибернетику, и Московском государственном университете имени М. В. Ломоносова, который окончил с «красным» дипломом. Окончил аспирантуру экономического факультета МГУ, является специалистом по размытым множествам. Имеет степень кандидата физико-математических наук за работы в области нечёткой логики. Работает в области информационных технологий и кибернетики.
Будучи студентом механико-математического факультета Новосибирского государственного университета, Степан Пачиков совместно со студентом физфака НГУ Михаилом Маминым в 1966 году создал одну из первых в Сибири рок-групп The Black Lines, ставшую в 1969 году лауреатом фестиваля джазовых и рок-ансамблей «Джаз-69».
С 1986 года был президентом московского детского клуба «Компьютер», который сыграл важную роль в различных проектах гражданского общества в ранний период Перестройки.
В 2004 году стал гражданином США.

### Карьера
С 1989 по 1997 год Степан Пачиков работал в компании ParaGraph International, которая занималась в частности разработкой системы распознавания рукописного текста для Apple Newton. В 1992 году Пачиков открыл представительство ParaGraph в Кремниевой долине, где затем разработал приложение Calligrapher для ручного ввода текста на планшетах и сенсорных экранах. С 1997 по 1998 год занимал пост вице-президента Silicon Graphics.
Степан Пачиков — сооснователь и член правления компании Parascript, которая разрабатывает системы оптического распознавания символов (OCR) для корпорации Lockheed Martin, обеспечивающей оборудованием Почтовую службу США. В 2002 году он основал компанию Evernote и стал её главным архитектором приложений и услуг.
В 2015 году Степан Пачиков начал работу над проектом «Клубок» для создания математически правильной модели дискуссий, а также продолжал работу на стыке кибернетики, программирования, математики и биологии над расшифровкой так называемого «языка программирования Бога».